# 哈尔苏西语
哈尔苏西语（阿拉伯语：‎）或哈尔西语（国际音标：[ħʌrsiːjət]）是一种现代南阿拉伯语言，使用者主要是居住在阿曼中部省的哈拉西斯部落（阿拉伯语：‎）。哈拉西斯部落的成员称为哈尔苏西人（阿拉伯语：‎）或哈尔西人（国际音标：[ħʌrsiː]）。除了哈拉西斯部落，阿曼扎希拉省的伊法尔部落（阿拉伯语：‎）亦使用哈尔苏西语。哈尔苏西语/哈尔西语的使用范围偏北，因此相比其它现代南阿拉伯语言受阿拉伯语影响更大。